# گراسیچه
گراسیچه (به لاتین: Gračišće) یک منطقهٔ مسکونی در کرواسی است که در شهرستان ایستریا واقع شده‌است. گراسیچه ۶۱ کیلومتر مربع مساحت و ۱٬۴۳۳ نفر جمعیت دارد و ۴۵۷ متر بالاتر از سطح دریا واقع شده‌است.